# 1953年武汉高等学校院系调整
1953年武汉高校院系调整是中华人民共和国建国后教育部门对武汉市高等院校的第一次整合和重组，五十年代初期中共中央决定重建教育体系，于是将大批原有综合性大学内的院系拆分，并重组成为新的专门学校。它从一个侧面反映了中国高等教育学习借鉴了苏联的高等教育模式，且受其正反两方面影响。

## 相关历史
- 1952年11月，中南行政委员会所属文化教育委员会召开高等教育计划会议，决定在武汉新建三所工科院校---华中机械学院，中南动力学院和中南水利学院。1953年10月15日，以老武汉大学机械、电机两系及相关文理师资为主体、结合湖南大学、广西大学和南昌大学的机械系全部和电机系的电力部分、华南工学院(1952年由中山大学、岭南大学工科院系组建)机械系的动力部分、电力部分合并组成华中工学院。[1] [2][3]
- 1949年，原私立华中大学由中共接管，改制为公立华中大学。1952年，原公立华中大学为主体，另集中了广西大学湖北教育学院，私立武昌中华大学，南昌大学，华南师范学院，平原师范学院，海南师范高等专科学校，中原大学，建立华中高等师范学校，从昙华林迁往武昌桂子山。1953年更名为华中师范学院。
- 上海同济大学医学院内迁武汉，合并创建不久的武汉大学医学院，重新命名为“中南同济医学院”。
- 1953年中南建筑工程学校（1952年庐山建立）由江西九江迁入武昌，校址设在武昌马鞍山，校名改为武昌建筑工程学校。同年，广州珠江水利学校土木本科师生并入该校。
- 1952年，以湖北省農學院、武汉大学农学院及其他院校相關係科組建成立新的“華中農學院”。

## 后续影响
- 武汉大学工科、农科和医科全都被独立或并入其他高校，1958年武汉大学法律系又并入省属湖北大学，武大由原综合大学成了文理学校；2000年，武大通过合并院系调整中成立的武汉测绘科技大学等又重新成为综合大学。
- 院系调整中设立的华中工学院、同济医学院、武汉城市建设学院等半个世纪后又于2000年5月26日合并成立新的华中科技大学。
- 1962年湖北大学的一部分并入华中师范学院，1970年中南民族学院的一部分，湖北教师进修学院，湖北函授学院并入。1985年更名为华中师范大学。
- 武汉理工大学、中南财经政法大学也由院系调整时产生的学校并和发展而来。